# Joakim Andersson (organist)
Lars Joakim Andersson, född 24 januari 1990 i Skellefteå landsförsamling, är en svensk tonsättare, organist och kyrkomusiker.

## Biografi
Efter studier vid Nordiska musikgymnasiet följde organistutbildning vid Kungl. musikhögskolan i Stockholm (KMH). Där studerade han solistiskt orgelspel för Ralph Gustafsson och liturgiskt orgelspel för Nils Larsson och Anders Bondeman. Vid sidan av studierna vid KMH har Andersson privat studerat komposition för organisten och tonsättaren Michael Waldenby.
Joakim Andersson är organist i Engelbrekts församling och körledare för Hjorthagens kammarkör. Sedan 2024 är han även dirigent för Stockholms Studentsångare. 
Andersson har tidigare varit anställd som organist i Trefaldighets metodistförsamling, Stockholm, och var 2014-2024 organist i Gävle pastorat med Staffans kyrka som huvudsaklig arbetsplats. Han undervisade vid Nordiska musikgymnasiet 2012-2017. 
Som tonsättare verkar han inom senromantikens klangvärld. Hans produktion är omfattande och rymmer bland annat orgelverk, körverk, solokonserter, sånger, kammarmusik, kantater och oratorier. Särskilt bör nämnas En svensk Johannespassion, som årligen uppförs på långfredagen i Staffans kyrka.
Joakim Andersson tilldelades 2015 Svenska kyrkans kulturstipendium för sitt arbete med kyrkooperan Johannes uppenbarelse.
Andersson tilldelades även Hugo Alfvénsällkapets stipendium till unga musiker 2014. 

## Verk (urval)
- Andliga sånger opus 1 för basröst och piano
- Aftondimman opus 10:3 för orgel
- Svit opus 14 för orgel
- Orgelsonat G-dur opus 15
- Epiphania opus 15b för orgel
- Fantasi och fuga g-moll för orgel
- Gebet för orgel
- Festmarsch för orgel
- Julpastoral opus 20a för orgel
- Legend D-dur opus 20b för orgel
- Legend G-dur opus 20c för orgel
- Konsert för flöjt och orkester opus 16 [5]
- Nordanskogen opus 17, svit för piano och stråkorkester
- Julsvit opus 18 för blandad kör SATB och piano

1. Preludium: Jerusalem
2. Hosiannah! - text: Gustaf Fröding
3. Lucia - text: Erik Axel Karlfeldt
4. Intermezzo: Betlehem
5. Betlehems stjärna - text: Viktor Rydberg
6. Jul 1939 - text: Karin Boye

- Konzertstücke für violine und piano
- Pianokvintett opus 19
- Johannespassion opus 21 för soli, kör, två orglar och piano
- Psalmus IX opus 22a för blandad kör a capella, SATB
- Ave Maria opus 22b för blandad kör a capella, SATB
- Psalmus 95 opus 22c för sopransolo, damkör och blandad kör a capella, SSA SATB
- Nova Hierusalem opus 22d för blandad kör a capella SSAATTBB och solokvartett SATB
- Två kvartetter: Paradisets timma och Templet vid havet för SATB och piano
- In the Bleak Midwinter för solokvartett SATB och piano - text: Christina Rossetti
- Jutta kommer till Folkungarna för blandad kör a capella, SATB - text: Verner von Heidenstam
- Sagan om Rosalind för blandad kör a capella, SATB - text: Erik Axel Karlfeldt
- Kväll i skogen för röst och piano - text: Oscar Levertin
- Svit över dikter av Edith Södergran opus 23 för sopran och piano

1. Gryning
2. Sången om de tre gravarna
3. Scherzo
4. Den väntande själen
5. Landskap i solnedgång

- Kantat till Reformationens 500-årsjubileum opus 24 för tenor, blandad kör SSATB, stråkorkester, orgel och åsklåda
- Credo till Gustafs kyrkas 250-årsjubileum opus 25 för kör SSATB, stråkkvintett, oboe och orgel    
1. Credo in unum Deum      
2. et in Dominum Jesum Christum      
3. et in Spiritum Sanctum
- Missa brevis opus 26 för damkör SSA och orgel 1. Kyrie 2. Gloria 3. Sanctus 4. Agnus Dei
- Solen opus 27a för blandad kör SSATBB a capella - text: Edith Södergran
- Svart jul opus 27b för blandad kör SSATB a capella - text: Erik Axel Karlfeldt
- Tre böner opus 27b för blandad kör SSAATTBB a capella 1. Gud som haver barnen kär - text: Johan Bernhard Gauffin 2. Fader vår - text: Matteusevangeliet 6: 9-13 3. Herre, straffa mig icke - text: Psaltaren 38
- Pianosonat nr 1 g-moll opus 28 för piano 1. Allegro moderato 2. Variationer över "Jag går mot döden var jag går"
- Örnen opus 29. Tondikt till åminnelse av Andrees polarexpedition, för orgel
- Wallins V:n opus 30 för orgel 1. Var hälsad sköna morgonstund 2. Var är den vän som överallt jag söker? 3. Det ringer till vila
- Den 100de psalmen opus 31 Oratorium för sopran- och barytonsolo, blandad kör SSATB och kammarorkester
- Staffansrapsodi opus 32 för kammarorkester
- Albumblatt opus 33a för piano 1. Visa efter Henrietta From 2. En fjantig dans 3. I Boulognerskogen 4. Karantän
- Tema, adagio och fugetta över "Imse vimse spindel" opus 33b för piano
- Fyra bibliska sånger opus 34a för mezzo/baryton och orgel 1. Jag ser upp emot bergen - text: Psaltaren 21 2. Herren är min herde - text: Psaltaren 23 3. Människans dagar är som gräset - text: Psaltaren 103: 15-18 4. Ännu ser vi en gåtfull spegelbild - text: Första Korinthierbrevet 13:12
- På Allhelgonadagen opus 34b för sopran, violin, cello och orgel
- Sommarbilder opus 35 för piano 1. Midsommarnatt 2. Napp snottrern 3. Vassen 4. Sjörök 5. Hos Henrietta
- Suite pour piano et violine opus 36 1. Mélodie 2. Pastorale 3. Valse Mignonne 4. Romance
- Sinfonia Concertante opus 37 för orgel och brassensemble 1. Allegro moderato 2. Adagio espressivo 3. Final: Maestoso
- Cortège funèbre opus 38a för orgel
- Phantasie für die orgel opus 38b  (beställt till återinvigningen av altarorgeln i Kalmar domkyrka)
- Tio koralfantasier för orgel opus 39 1. Gud, vår Gud, vi lovar dig 2. I himmelen, i himmelen 3. Gläd dig, du Kristi brud 4. Stilla natt 5. Kornet har sin vila 6. O huvud, blodigt, sårat 7. Vad ljus över griften 8. Härlig är jorden 9. Vår blick mot helga berget går 10. Gud, ditt folk är vandringsfolket
- Symfoniska skisser opus 40 för symfoniorkester 1. Cortège funèbre 2. Notturno 3. Valse mignonne 4. Capriccio
- Rossetti Songs opus 41 - text: Christina Rossetti 1. None other Lamb 2. Who has seen the wind? 3. Song 4. In an Artist's Studio 5. Good Friday 6. Hurt no living thing
- Den vise har ögon i sitt huvud opus 43:1 för baryton och orgel - text: Predikaren 2: 14-16
- När det lider mot jul opus 43:2 för sopran, blandad kör SATB och piano - text: Jeanna Oterdahl
- Allegro festivo opus 44 för symfoniorkester